# Je tourne en rond (chanson de Christophe Willem)
Singles de Christophe Willem
J'tomberai pas
(2022) Comme un pantin
(2023)
Pistes de Panorama
Dans le regard de l'autre Noir
Je tourne en rond est une chanson du chanteur français Christophe Willem, sortie en 2023 et extraite de son album Panorama.

## Autour de la chanson
Le titre a été écrit et composé par Elia Taïeb et réalisé par Jean-Etienne Maillard. La version figurant sur l'album a été retravaillée pour la sortie en tant que single. Le « single mix » a été envoyé aux radios.
Selon le chanteur, la chanson présente la même histoire que le premier extrait de l'album, PS : Je t'aime, qui était un grand succès, mais « avec un autre point de vue », ayant « un côté un peu plus disco, une rythmique et une basse différentes ». 
Guilhem Canal a réalisé le clip de la chanson, tourné sur les plages de Camargue,.

## Accueil critique et commercial
France Bleu décrit la chanson comme « nouveau single aux accents funky qui arrive à point nommé avant l'été » et François Campos de la radio belge Nostalgie écrit que la version remixée « présente une touche de disco très entraînante » et qui mélange « efficacement avec le refrain qui reste dans tête »
Oscar Lebreton de la radio Alouette souligne les « tonalités douces et entraînantes » de la chanson, tandis que Nicolas Chacun de Chante France parle d'un « morceau solaire, sous le signe de l'amour » qui peut faire oublier la pluie. Dans le même esprit, M Radio écrit que Je tourne en rond « semble clairement composé pour l'été, avec des notes de pop, de rock, vraiment très joyeuses et chaleureuses » Selon Julien Goncalves de Charts in France, le titre est introspectif sur un « refrain disco tourbillonnant ».
Le 5 mai 2023, la radio Chérie FM choisit le titre comme « coup de cœur » du jour, le décrivant comme une chanson aux « sonorités profondément disco funk ».
Je tourne en rond ne réussit pas à se classer dans le Top 50 français, mais atteint la 23e place dans l'Ultratop 50 de la Belgique francophone. Le titre entre dans le classement belge le 1er juillet 2023 en 48e position, atteignant son apogée début août. Au total, la chanson reste dans le classement pendant 18 semaines, n'en sortant qu'à la fin d'octobre 2023.

## Classement
| Pays                        | Charts      | Meilleure position |
| --------------------------- | ----------- | ------------------ |
| Belgique francophone (2023) | Ultratop 50 | 23                 |